# Кърпени
Къ̀рпени (на гръцки: Κρεπενή, Крепени) е село в Егейска Македония, Република Гърция, в дем Костур, област Западна Македония.

## География
Селото се намира на югоизточния бряг на Костурското езеро при вливането на река Изтек в него, на 2 километра южно от Маврово (Маврохори).

## История

### Античност и Средновековие
В района са идентифицирани три некропола с различни дати. Най-старият е от VIII до VII век пр. Хр. – ранната желязна епоха с плътни погребения в прости, обикновено правоъгълни ями, няколко от които са с формата на кутия. На триста метра от този некропол са открити общо двадесет гробници с уникални находки от VI век пр. Хр. – архаичната епоха. И третият некропол е от ранните елинистични години на втората четвърт на IV век или началото на III век пр. Хр. В 1966 година археологическият обект е обявен за паметник на културата.
В късното средновековие Кърпени попада в границите на Втората българска държава. В землището на селото са намерени българска монета и печат, с образите на двама български владетели, прибрани от владиката Иларион Костурски.

### В Османската империя
В османските данъчни регистри от средата на XV век Кърпени е споменато с 24 глави на семейства и двама неженени: Папас, драйо, Михо, Петру, Димитри, Михос, Йорги, Тодор, Яно, Стамат, Йован, Тодорос, Михо, Добри, Яно, Грубан, Димитри, Дабижив, Петру, Стефан, Андро, Йорги, Стойко, Васо, Тодор, Петру и Койо, и две вдовици Кала и Мария. Общият приход за империята от селото е 1622 акчета. В османски дефтер от 1530 година Кримпени е регистрирано с 30 семейства, 7 неженени и 5 вдовици.
Църквата „Свети Николай“ е от XVI век.
В XIX век Кърпени е малък чифлик в Костурската каза на Османската империя. В началото на XIX век френският консул при Али паша Янински Франсоа Пуквил пише:
| „ | ...На една миля от Маврово, на източната страна на езерото е Крепени, селце, обитавано от едва осем семейства, но някога голямо село с хиляди жители, край което се виждат руините на много древен пелазгийски град, споменатия от Страбон Аргос Орестикум, който подобно на своя основател Орест, изглежда е пострадал от фуриите. Войната, епидемиите и гладът са изтрили от земята тази аргоска колония и дори нейния наследник Крепени. Единственото, което е останало е, че във всички документи то все още се нарича столицата на Орест. Смятах да направя от Кастория център, от който да правя екскурзии в различни посоки, но това се провали, тъй като околните жители, разбират само своя език, българският... | “ |

В „Етнография на вилаетите Адрианопол, Монастир и Салоника“, издадена в Константинопол в 1878 година и отразяваща статистиката на населението от 1873 година, Кърпени (Karpeni) е посочено като село с 27 домакинства и 75 жители българи. Според Николаос Схинас („Οδοιπορικαί σημειώσεις Μακεδονίας, Ηπείρου, Νέας οροθετικής γραμμής και Θεσσαλίας“) в средата на 80-те години на XIX век Крепини (Κρεπηνή) има 50 жители християни.
В 1889 година Стефан Веркович („Топографическо-этнографическій очеркъ Македоніи“) пише за Кърпени:
| „ | Оттук [Дупяк], покрай източната страна на езерото, на час и половина разстояние, на брега се намира село Крепени; в него има 28 български къщи, 48 семейни двойки и 75 нуфузи. Данъкът им е 3128 пиастри, а инание-аскерие - 2250 пиастри. Земята е плодородна. Тукашните жители освен със земеделие се занимават и с лозя, намиращи се на склоновете на Мирихската планина... В селото има една нова църква и няколко стари църкви в развалини... Предполага се, че на това място преди 400 години се е намирал град Оресия. | “ |

Според статистиката на Васил Кънчов („Македония. Етнография и статистика“) в 1900 година Кръпени има 70 жители българи.
На Етнографската карта на Битолския вилает на Картографския институт в София от 1901 година Карпени е чисто българско село в Костурската каза на Корчанския санджак с 10 къщи.
В началото на XX век Кърпени патриаршистко село. По данни на секретаря на екзархията Димитър Мишев („La Macédoine et sa Population Chrétienne“) в 1905 година в селото има 80 българи патриаршисти гъркомани. Според Георги Константинов Бистрицки Кръпени преди Балканската война има 20 гръцки къщи, които са „попупогърчени българи и цигани“.
На етническата карта на Костурското братство в София от 1940 година, към 1912 година Кърпенъ е обозначено като българско селище.

### В Гърция
През Балканската война в селото влизат гръцки части и след Междусъюзническата остава в Гърция, но скоро е запуснато и в преброяването от 1913 година е без жители. По-късно е възстановено от жителите на Маврово като колибарско селище, използвано при обработката на имотите им, но до 1981 година се брои към Маврово.
| Година    | 1913 | 1920 | 1928 | 1940 | 1951 | 1961 | 1971 | 1981 | 1991 | 2001 | 2011 | 2021 |
| --------- | ---- | ---- | ---- | ---- | ---- | ---- | ---- | ---- | ---- | ---- | ---- | ---- |
| Население |      |      |      |      |      |      |      |      | 115  | 145  | 210  | 109  |